# Estnische Badmintonmeisterschaft 2017
Die Estnische Badmintonmeisterschaft 2017 fand vom 17. bis zum 19. Februar 2017 in Tartu statt. Es war die 53. Austragung der Titelkämpfe.

## Medaillengewinner
| Disziplin    | Gold                           | Silber                            | Bronze                             |
| ------------ | ------------------------------ | --------------------------------- | ---------------------------------- |
| Herreneinzel | Raul Must                      | Mihkel Laanes                     | Heiko Zoober                       |
| Dameneinzel  | Kristin Kuuba                  | Getter Saar                       | Kati-Kreet Marran                  |
| Herrendoppel | Kristjan Kaljurand Raul Käsner | Rainer Kaljumäe Raul Must         | Karl Kivinurm Vahur Lukin          |
| Damendoppel  | Kristin Kuuba Helina Rüütel    | Mari Ann Karjus Kati-Kreet Marran | Helen Klaos Kristel Sorge          |
| Mixed        | Mihkel Laanes Kristin Kuuba    | Raul Käsner Helina Rüütel         | Kristjan Kaljurand Laura Kaljurand |